# يانغ زاوكسوان
يانغ زاوكسوان (بالصينية: 杨钊煊) مواليد 11 فبراير 1995 في الصين، هي لاعبة كرة مضرب صينية وتحتل حالياً المرتبة 162 (7 مارس 2016) في تصنيف رابطة محترفات كرة المضرب. أعلى تصنيف لها في الفردي كان 151. أعلى تصنيف لها في الزوجي كان 94.

## النهائيات

### الفردي (3–1)
| الحصيلة | الرقم | التاريخ        | الدورة         | الأرضية | المنافس      | النتيجة       |
| ------- | ----- | -------------- | -------------- | ------- | ------------ | ------------- |
| الفوز   | 1.    | 13 يونيو 2011  | نيودلهي، الهند | صلبة    | كيم هيه سونغ | 6–2, 6–0      |
| الفوز   | 2.    | 11 أغسطس 2014  | إسطنبول، تركيا | صلبة    | إيبيك سويلو  | 7–6(7–4), 6–1 |
| الفوز   | 3.    | 22 ديسمبر 2014 | هونغ كونغ      | صلبة    | تشو لين      | 6–4, 6–4      |
| الوصافة | 1.    | 20 أبريل 2015  | شنجن، الصين    | صلبة    | هيش سو وي    | 2–6, 2–6      |

## روابط خارجية
- يانغ زاوكسوان على موقع رابطة محترفات التنس (الإنجليزية)
- يانغ زاوكسوان على موقع الاتحاد الدولي لكرة المضرب (الإنجليزية)
- يانغ زاوكسوان على موقع كأس بيلي جين كينغ (الإنجليزية)
- يانغ زاوكسوان على موقع بطولة ويمبلدون (الإنجليزية)
- يانغ زاوكسوان على موقع خلاصة التنس.كوم (الإنجليزية)
- يانغ زاوكسوان على موقع أوليمبيديا (الإنجليزية)